# Eugène Chevalier
Pour les articles homonymes, voir Chevalier.
 (décembre 2020).
Si vous disposez d'ouvrages ou d'articles de référence ou si vous connaissez des sites web de qualité traitant du thème abordé ici, merci de compléter l'article en donnant les références utiles à sa vérifiabilité et en les liant à la section « Notes et références ».
Eugène Chevalier est un acteur français.

## Filmographie
- 1935 : Crime et châtiment de Pierre Chenal : le Borgne
- 1943 : Secrets de Pierre Blanchar : Vincent
- 1944 : Premier de cordée de Louis Daquin : un guide

## Théâtre
- 1932 : Domino de Marcel Achard, à la Comédie des Champs-Élysées : Mirandole[1]